# Mtools
Mtoolsは、Unix系オペレーティングシステムがMS-DOSファイルシステム上のファイルを操作できるようにするユーティリティソフトウェアであり、通常はフロッピーディスクまたはフロッピーディスクイメージを対象とする。
mtoolsはGNUプロジェクトの一部であり、GNU General Public License（GPLv3+）の下で自由ソフトウェアとして公開されている。

## 使用方法
以下はフロッピーイメージにおけるmtoolsの使用方法である。（QEMUやVirtualBoxなどの仮想マシンでも有効。）
フロッピーイメージにファイルをコピーする:
```
$ 
mcopy
 
-i
 
Disk.img
 
file_source
 
::file_target

```

フロッピーイメージから現在のディレクトリへファイルをコピーする:
```
$ 
mcopy
 
-i
 
Disk.img
 
::file_source
 
file_target

```

ディスクイメージ内のすべてのファイルを削除する:
```
$ 
mdel
 
-i
 
Disk.img
 
'::*.*'

```

ドライブレター:（コロン）は特別な意味を持つ。これは、-iオプションを使用してコマンドライン上で直接指定されたイメージファイルへアクセスするために用いられる。